# سوسن ربيع
سوسن إبراهيم ربيع (7 يونيو 1962 بالقاهرة - 6 مارس 2021)، ممثلة مصرية.

## حياتها الفنية
شاركت في عدد من الأعمال السنيمائية والتلفزيونية حتى اعتزالها، بما فيها المسلسل التلفزيوني فوازير المناسبات (1988). بدأت التمثيل وهي طفلة ببرامج الأطفال في التلفزيون، واشتركت في البرنامج المميز «حياتي» الذي أحبّه الملايين من الناس، كما شاركت في مسلسل برج الحظ (شرارة)، ومسرحية «مجانين فوق العادة»، ومسرحية «إنها حقا عائلة محترمة» مع الفنان فؤاد المهندس، والفنانة شويكار، وقامت بدور عائشة ابنة فؤاد المهندس العادة كما قدمت العديد من المسلسلات منها عمر بن عبد العزيز، والباحثة والناس والفلوس وأدركني يا دكتور، وفيلم على باب الوزير، وفيلم نساء ضد القانون، والعديد من المسرحيات . حاصلة على ليسانس آداب جامعة عين شمس ومتزوجة ولديها من الأبناء محمد ومنة الله.

## الوفاة
توفيت يوم السبت 6 مارس 2021 ميلاديّا، الموافق 22 رجب هجريًّا، عن عمر ناهز 59 عامًا، إثر إصابتها بمرض فيروس كورونا.